# Melaenornis
Melaenornis är ett fågelsläkte i familjen flugsnappare inom ordningen tättingar som alla förekommer i Afrika söder om Sahara. Det har varit och är i viss mån fortfarande omtvistat vilka arter som tillhör släktet. DNA-studier från 2016 visar att de tre utseendemässigt avvikande arterna hereroflugsnappare (Namibornis herero), silverflugsnappare (Empidornis semipartitus) och fiskalflugsnappare (Sigelus silens) är närbesläktade. Vissa inkluderar dem därför i Melaenornis, medan andra, som International Ornithological Congress, behåller dem i egna släkten. Enligt den senare linjen som följs här består släktet av sju följande arter:
- Gulögd flugsnappare (M. ardesiacus)
- Nimbaflugsnappare (M. annamarulae)
- Svart flugsnappare (M. edolioides)
- Drongoflugsnappare (M. pammeliana)
- Vitögd flugsnappare (M. fischeri)
- Angolaflugsnappare (M. brunneus)
- Etiopienflugsnappare (M. chocolatinus)